# Jacek Tomaszewski (1927–2016)

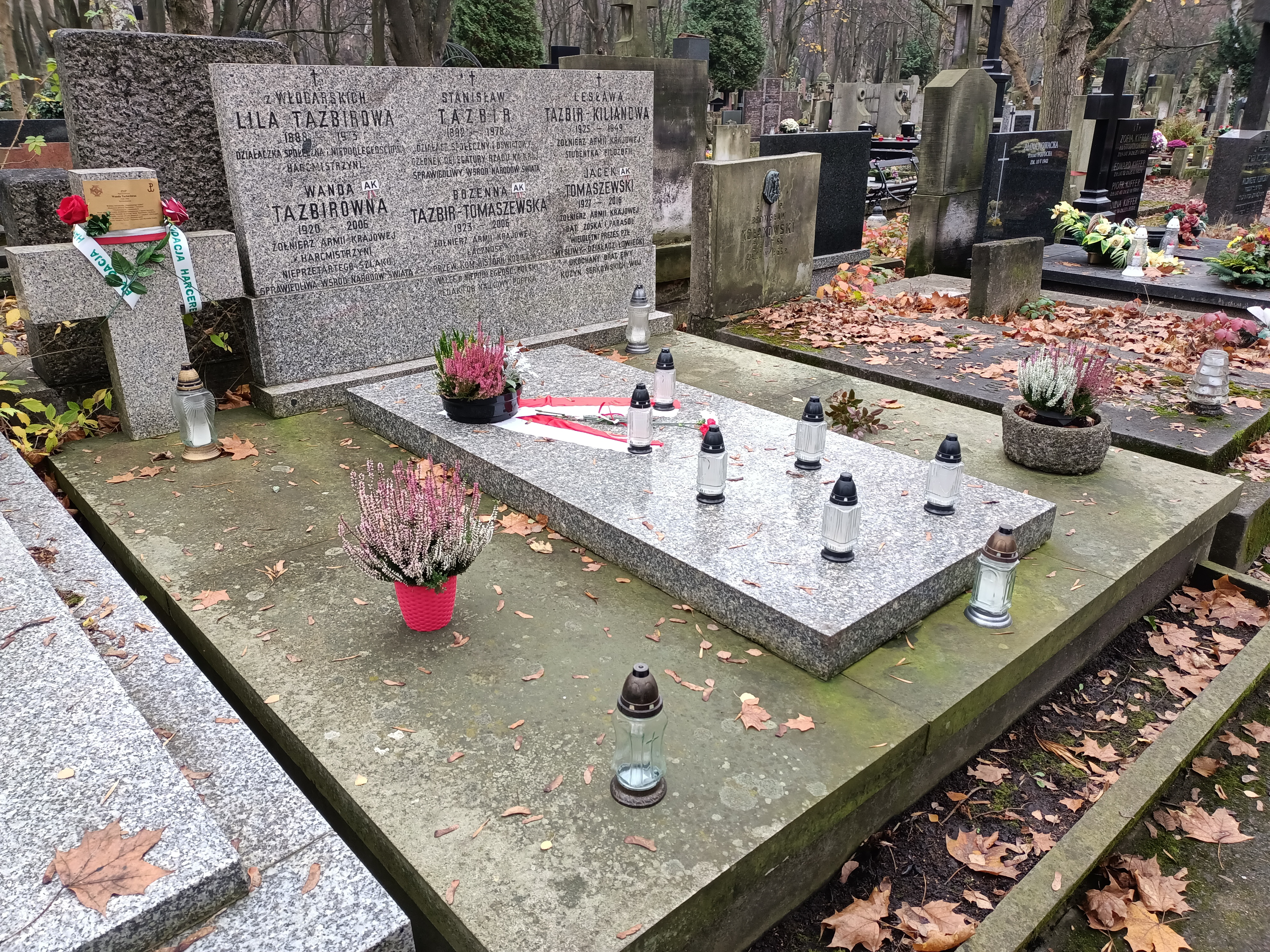
Grób Jacka Tomaszewskiego na Cmentarzu Powązkowskim w Warszawie

Jacek Tomaszewski ps. Jacek (z Wieży) (ur. 27 lutego 1927 w Warszawie, zm. 30 stycznia 2016 tamże) – żołnierz Szarych Szeregów oraz Armii Krajowej, powstaniec warszawski, przewodniczący Polskiego Związku Łowieckiego.

## Życiorys
Był synem gen. Tadeusza Tomaszewskiego. Jeszcze przed wojną wstąpił do harcerstwa. Po jej wybuchu wstąpił do Grup Szturmowych Szarych Szeregów. Brał udział w akcjach „małego sabotażu”. Był członkiem batalionów: „Zośka” (w którego szeregach brał udział w akcji wykolejenia niemieckiego pociągu pospiesznego na trasie Warszawa-Berlin pod Szymanowem) oraz „Parasol” (od lutego 1944 roku). Po wybuchu powstania warszawskiego walczył najpierw na Woli oraz Starym Mieście jako żołnierz batalionu „Pięść” Zgrupowania „Radosław”, a następnie – po przejściu kanałami do Śródmieścia – w szeregach oddziału „Łącz 59" – plutonu osłony Komendy Głównej Armii Krajowej. Po upadku powstania dostał się do niewoli niemieckiej i został przewieziony najpierw do Stalagu 344 w Łambinowicach (Lamsdorf), a następnie do Stalagu VII A w Moosburgu, gdzie doczekał wyzwolenia przez wojska amerykańskie.

Do 1948 roku przebywał w Londynie, gdzie w ramach Polskiego Korpusu Przysposobienia i Rozmieszczenia starał się o przyjęcie na studia wyższe. W czerwcu 1948 roku powrócił do Polski. Podjął pracę w spółdzielni budowlanej. Około 1950 roku został aresztowany w związku z oskarżeniem jego przełożonego o nadużycia finansowe (Tomaszewski był kasjerem spółdzielni). Przez trzy miesiące był przetrzymywany w warszawskiej „Gęsiówce”.

Jego pasją było myślistwo – w latach 90. XX wieku pełnił funkcję przewodniczącego Zarządu Głównego Polskiego Związku Łowieckiego, był również jednym z założycieli Klubu Świętego Huberta. Działał w środowiskach kombatanckich, pełniąc funkcję prezesa Środowiska Batalionu Parasol. Był członkiem NSZZ „Solidarność”, m.in. jako przewodniczący Komisji Rewizyjnej w warszawskiej dzielnicy Wola.

Za swe zasługi został odznaczony Krzyżem Oficerskim Orderu Odrodzenia Polski, Krzyżem Walecznych oraz Warszawskim Krzyżem Powstańczym oraz innymi oznaczeniami (m.in. Medalem za Zasługi dla Łowiectwa Krakowskiego w 1993 roku oraz odznaką „Zasłużony dla Gospodarki Łowieckiej Województwa Szczecińskiego” w 1996 roku).

## Życie rodzinne
W 1947 roku podczas pobytu w Wielkiej Brytanii zawarł związek małżeński z Bożenną Tazbir – również członkinią ruchu oporu i łączniczką kanałową podczas powstania. Po śmierci został pochowany w grobie rodzinnym na cmentarzu Powązkowskim w Warszawie (kwatera 139-4-20/21).